# Galeus gracilis
Galeus gracilis és una espècie de peix de la família dels esciliorrínids i de l'ordre dels carcariniformes.

## Morfologia
- Els mascles poden assolir 34 cm de longitud total.[1][2]

## Hàbitat
És un peix marí de clima tropical que viu entre 290-470 m de fondària.

## Distribució geogràfica
Es troba al nord d'Austràlia.